# Zone libre

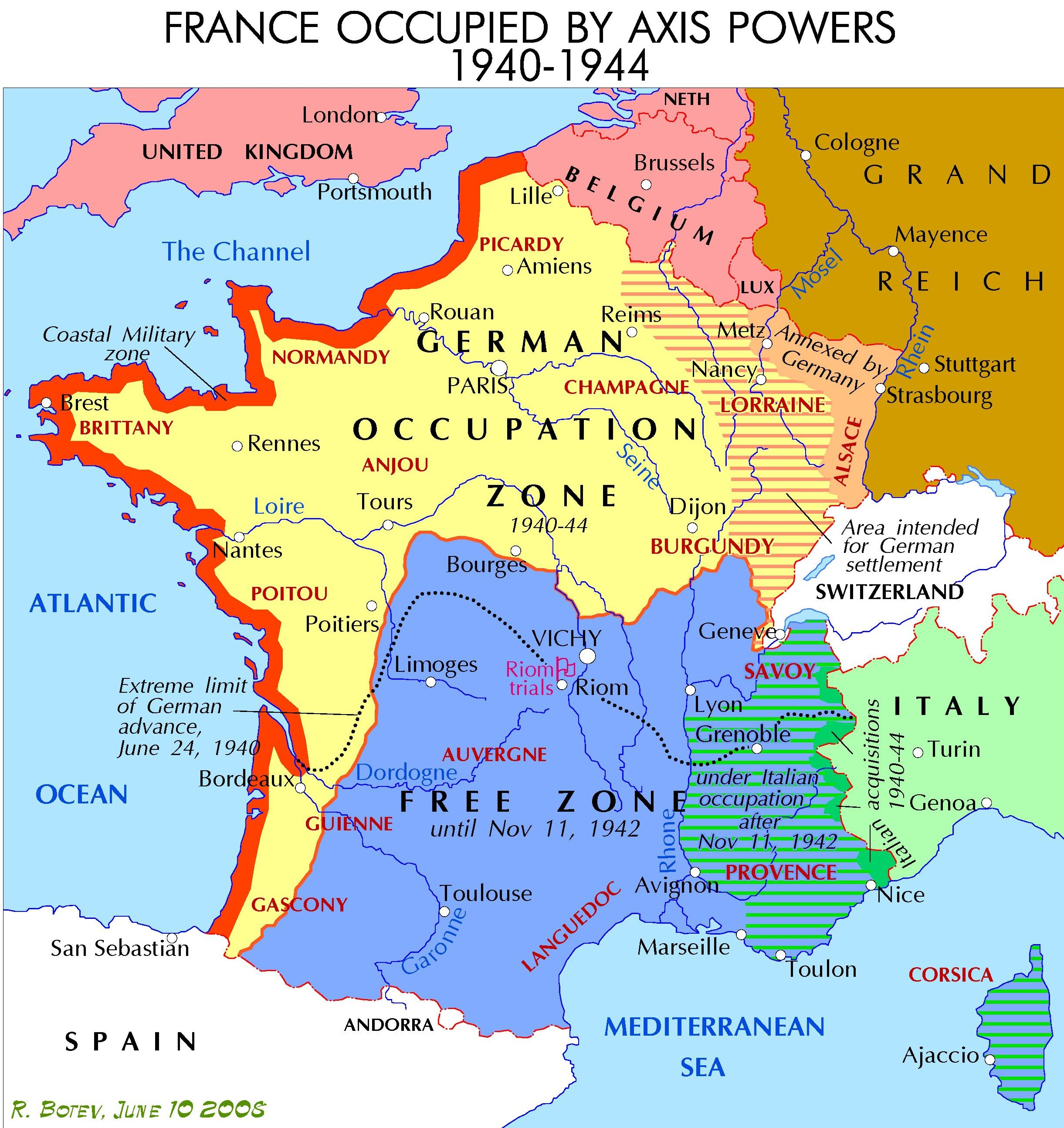
Ockuperade Frankrike under andra världskriget med den tyska och italienska ockuperade zonen (zone occupée), zone libre, Militäradministrationen i Belgien och norra Frankrike, annekterade Alsace-Lorraine, och zone interdite.

Zone libre (franskt uttal: [zon libʁ] fria zonen) var en indelning av det egentliga franska territoriet under andra världskriget, instiftat vid vapenstilleståndet i Compiègneskogen den 22 juni 1940. Zonen låg söder om den franska demarkationslinjen och administrerades av den franska regeringen via marskalk Philippe Pétain baserad i Vichy, under relativt få begränsningar. Norr om zonen låg zone occupée ("ockuperade zonen") där vichyregimens inflytande var mycket begränsat.
I november 1942 invaderades zone libre av Tysklands och Italiens arméer i Operation Anton, vilket var ett svar på Operation Torch, då de allierade landsteg i norra Afrika. Efter detta döptes områdena om till zone sud (södra zonen) och zone nord (norra zonen) och lydde under tysk militäradministration.

## Andra namn
Fram till november 1942 kallade tyskarna området för "Unbesetztes Gebiet" eller "oockuperade zonen". Av fransmännen kallades zone libre ibland för zone nono vilket var en förkortning av non occupée (oockuperad). Den ockuperade zonen kallades istället zone jaja (ja-ja-zonen). Den franska författaren Jacques Delperrié de Bayac kallade zone libre för royaume du maréchal (marskalkens kungarike), vilket syftade på marskalk Philippe Pétain.